# Estudios Franciscanos
Estudis Franciscans o Estudios Franciscanos (Studi Francescani) è una rivista di studi ecclesiastici e francescani fondata da Miquel d'Esplugues nel 1907. Interruppe le pubblicazioni nel 1936 e le riprese nel 1948. Attualmente, è l'organo scientifico di ricerca di tutte le provincie cappuccine della Spagna e del Portogallo. Pubblica articoli in tutte le lingue parlate nella penisola iberica.
La rivista, nata in Catalogna, costituisce oggi l'organo e l'espressione dell'attività dottrinale di tutte le provincie che compongono la Conferenza Iberica dei Cappuccini (C.I.C.). La CIC possiede la rivista, ma quest'ultima ha sede in Cataloga.

## Storia e periodicità
La rivista fu fondata nel anno 1907 col nome di Revista de Estudios Franciscanos (1907-11). Da allora la rivista ha avuto diverse denominazioni: Estudios Franciscanos (1912-22), Estudis Franciscans (1923-36) e nuovamente Estudios Franciscanos (dal 1947). I volumi principali, pubblicati in serie, sono: Homenaje al cardenal Vives y Tutó (1913), Miscel·lània tomista (1924), Franciscàlia (1928), e Miscel·lània lul·liana (1935). La collezione consta di più di settantaquattro volumi.
La rivista uscì con una periodicità mensile 1907. Nel 1927 fu trimestrale, e nel 1947 quadrimestrale. Attualmente viene pubblicata due volte l'anno (gennaio-agosto; settembre-dicembre) e consta di circa 450 pagine (150 per ogni numero). In casi speciali vengono pubblicati numeri annuali.
Fra i collaboratori vi sono stati: Miquel d'Esplugues (fondatore e direttore), Antoni M. de Barcelona, Andreu de Palma de Mallorca, Francesc de Barbens, Modest de Mieras, Ambrós de Saldes, Basili de Rubí, Nolasc del Molar, Martí de Barcelona, Samuel d'Algaida, Marc de Castellví, Pere M. Bordoy i Torrents.

## Obiettivi
La rivista ha delle finalità precise e attualmente i suoi obiettivi sono:
- l'incoraggiamento della ricerca e degli studi di alta divulgazione fra i religiosi cappuccini;
- l'estensione del pensiero, della storia e della spiritualità francescani.

## Direttrici, struttura e lingua
I direttori dei lavori dottrinali che si pubblicano sono due. Gli articoli debbono essere:
- Studi fatti da religiosi cappuccino, in particolare nel campo delle scienze ecclesiali;
- Studi direttamente collegati al pensiero e alla vita francescana-cappuccina, anche qualora siano svolto da persone esterne all'ordine.

La struttura della rivista consta di diverse parti:
- Studi di ricerca;
- Note e commenti;
- Recensioni;
- Libri ricevuti.

La rivista viene pubblicata nelle lingue proprie della Conferenza Iberica dei Cappuccini. Ammette articoli scritti nelle lingue colte più importanti, ma nel caso in cui un articolo sia in una lingua diversa da quella spagnola, va aggiunto un apposito sommario in castigliano.